# Hibbertia axillibarba
Hibbertia axillibarba är en tvåhjärtbladig växtart som beskrevs av Judith Roderick Wheeler. Hibbertia axillibarba ingår i släktet Hibbertia och familjen Dilleniaceae. Inga underarter finns listade i Catalogue of Life.